# Roztoky (Słowacja)
Roztoky (niem. Röstchen, węg. Végrosztoka) – wieś (obec) na Słowacji w kraju preszowskim, powiecie Svidník. Roztoky położone są w historycznym kraju Szarysz na szlaku handlowym z Węgier do Polski. Pierwsze wzmianki o wsi pochodzą z roku 1435.